# ペルフルオロトリペンチルアミン
ペルフルオロトリペンチルアミン（英: Perfluorotripentylamine）はペルフルオロカーボンである。電子機器の冷媒で高沸点を有する。水には殆ど溶解しない。フロリナートFC-70の商品名で市販される。